# Susan Holmes
Susan Holmes McKagan (ur. 5 maja 1972) – amerykańska modelka.
Debiutowała w modelingu w wieku 16 lat, w 1988 roku. Pojawiała się na wybiegach w Seattle i Nowym Jorku.
Na wybiegu prezentowała kolekcje takich projektantów i domów mody jak: Martine Sitbon, Dolce & Gabbana, Gianni Versace, Lanvin, Harriet Selling, Jean-Paul Gaultier, Sportmax, Valentino, Alberta Ferreti, Angelo Tarlazzi, Chanel, Fendi, Gaetano Navarra, Rifat Ozbek, Vittadini, Karl Lagerfeld i Louis Vuitton.
Brała udział w kampaniach reklamowych marek: Fendi, Guess?, Revlon, Yves Saint Laurent, Victoria’s Secret. Odbywała sesje zdjęciowe do międzynarodowych wydań: Glamour, Vogue i Marie Claire.
Jej mężem jest Duff McKagan - basista Guns N’ Roses, z którym ma dwie córki.
Razem prowadzą własną audycję radiową Three Chords & the Truth retransmitowaną od 2023 w Antyradiu.